# Idaea fusculata
Idaea fusculata là một loài bướm đêm trong họ Geometridae.